# Pothos (mitología)

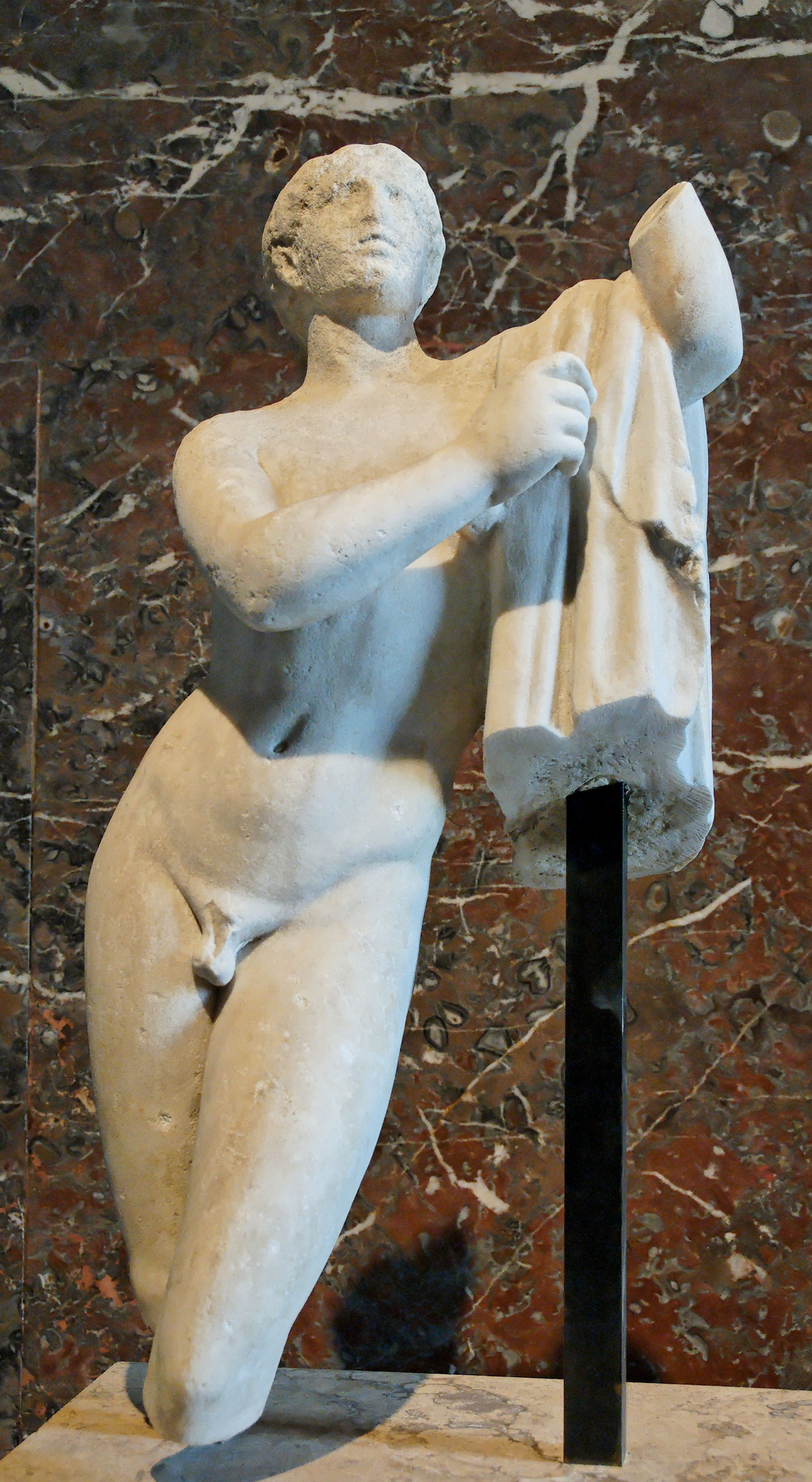
Pothos, personificación del deseo amoroso. Mármol, copia romana del siglo I del original del siglo IV a. C. de Escopas que estaba en el tempo de Afrodita en Mégara.

Es la mitología griega, Potos, Pothos o Poto (en griego: Πόθος, romanizado: Póthos, «añoranza») era la personificación del deseo amoroso. A Pothos se lo imagina como hijo de Afrodita,o bien nació de la unión alegórica entre Céfiro e Iris.Como parte de los Amores o Erotes, formaba parte del cortejo de Afrodita, y era acompañado, en esta función, de la Persuasión, Harmoníay Caris. Se representaba junto a Eros e Hímero, dioses del amor, como un joven alado en el templo de Afrodita en Mégara, esculpido por Escopas.
Los griegos usaban el término «pothos» para referirse al tipo de deseo que conduce a la muerte. Jean-Pierre Vernant escribió que Pothos es el deseo de lo que está ausente, un deseo que es sufrimiento porque no puede colmarse, dolor y nostalgia. El término «pothos» no pertenece sólo al vocabulario del amor, sino también al del duelo. «Tener pothos por los muertos» significa recordarlos continuamente, estar encantado por ellos.
En la mitología romana, el personaje correspondiente era Ardor.